# Dansk Film-Avis nr. 689 A
Dansk Film-Avis nr. 689 A er en dansk Ugerevy med dokumentariske optagelser fra 1944. Filmene blev produceret af UFA film A/S, der var ejet af det tyske UFA, der var ejet af den tyske stat.
Den dansk producerede Dansk Film-Avis var en nazistisk ugerevy og udkom i årene 1941-1945. Den bestod typisk af tre dele: dansk stof, optaget af danske kameramænd, tysk stof fra Tyskland og reportager fra fronten, produceret af Deutsche Wochenschau.

## Handling
1. Københavnsmesterskaberne i amatørdans. 48 par deltog i finalerne. Karl Poulsen og Solveig Lindgreen vandt i kategorien: vals, Hr. og Fru Lerche Olsen vandt slow fox'en.

2. Fremstilling af marionetteater - dukker og dekorationer fremstilles med største omhu. 

3. Fra Nyhavn sejles der øl fra de store bryggerier i København til provinsen.

4. Korrekt opbevaring af ski.

5. Astronomi er blevet populært - et kursus i et af Københavns observatorier.

6. Brændsel til Oslos borgere - kommunen har ladet store mængder træ fælde.

7. Nye tekstilstoffer fremstilles på spinderier og væverier af gammelt tøj, som tyskerne har indsamlet hen over vinteren.

8. Vinterslaget på Østfronten.

9. Forsvarsværkerne i Breslau, som er en hjørnepille i det tyske forsvar, forbedres.